# 紀元前792年
紀元前792年（きげんぜん792ねん）は、西暦による年。

## 他の紀年法
- 干支 : 己酉
- 中国
  - 周 - 宣王36年
  - 魯 - 孝公15年
  - 斉 - 荘公贖3年
  - 晋 - 穆侯20年
  - 秦 - 荘公30年
  - 楚 - 熊咢8年
  - 宋 - 戴公8年
  - 衛 - 武公21年
  - 陳 - 武公4年
  - 蔡 - 釐侯18年
  - 曹 - 恵伯4年
  - 鄭 - 桓公15年
  - 燕 - 釐侯35年
- 朝鮮
  - 檀紀1542年
- ユダヤ暦 : 2969年 - 2970年

## できごと
- 周の宣王が条の戎と奔の戎を攻撃したが、敗れた。